# Comité Olímpico de Macedonia del Norte
El Comité Olímpico de Macedonia del Norte es el Comité Nacional Olímpico de Macedonia del Norte, fundado en 1993 y reconocido por el COI desde ese mismo año.